# إدوارد غلوفر
إدوارد غلوفر (بالإنجليزية: Edward Glover)‏ هو منافس ألعاب قوى أمريكي، ولد في 23 أبريل 1885 في Emsworth, Pennsylvania ‏ في الولايات المتحدة، وتوفي في 2 نوفمبر 1980 في كراون بوينت في الولايات المتحدة.

## وصلات خارجية
- إدوارد غلوفر على موقع أوليمبيديا (الإنجليزية)